# Bielkemässen

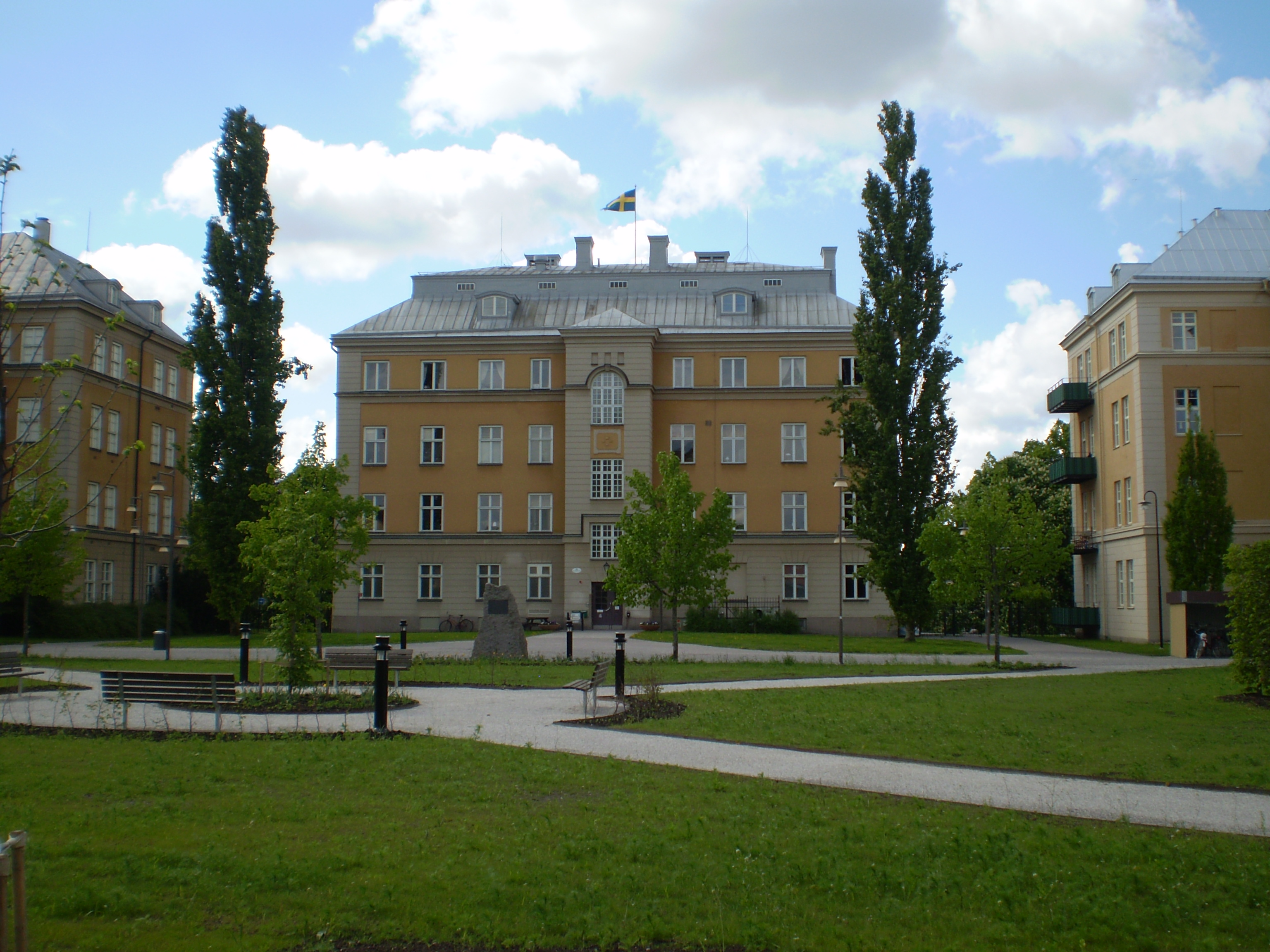
Kanslihuset vid Livregementets grenadjärer

Bielkemässen är en tidigare officersmäss tillhörande Livregementets grenadjärer. Från 2000 drivs den i Livregementets grenadjärers officerskår regi, och från 2009 är den lokaliserad till stadshuset i Kumla.

## Historik
Mässen byggdes upp i samband med att Livregementets grenadjärer (I 3), 1912 flyttande från sin mötesplats på Sannahed till nybyggda kaserner inom Örebro garnison. Den namngavs efter Nils Bielke, vilken som överste ledde Livregementet till häst i bland annat slaget vid Lund 1676 med stor utmärkelse, och senare blev greve och fältmarskalk. Mässen var lokaliserad på tredje våningen i regementets kanslihus. Där kom den att finnas fram till 2006. 
Efter att regementet genom försvarsbeslutet 2000 lades ner den 30 juni 2000 övergick regementsmässen till att föras vidare i Livregementets grenadjärers officerskår regi. Den 16 maj 2006 beslutade Livregementets grenadjärers officerskår att stänga mässen i Örebro; bakgrunden var dels ekonomisk, men även menade officerskåren att mässmiljön är ett kulturarv som bör användas och det har inte Örebro kommun kunnat erbjuda.
Som plats till den nya mässen valdes Kumla kommuns nya stadshus. Den sista balen på mässen anordnades av "Soldat -56" lördag den 16 december 2006. "Soldat -56" är en grupp som gjorde värnplikten på regementet 1956 som plutonchefselever och som träffas varje år vid olika sammankomster. Inventarierna i mässen kom att magasineras fram till oktober 2009 då stadshuset stod färdigt och Bielkemässen som en av Sveriges äldsta officersmässar åter kom att användas.